# Dépendance à la musique
La dépendance à la musique est un trouble à caractère psychologique défini comme une écoute excessive et répétitive de musique. On peut parler de dépendance à la musique dans le cas où une personne n'arrive pas à contrôler son attirance pour la musique, qu'elle y consacre beaucoup de temps, et que cette dépendance a un impact important sur sa vie sociale, son travail, sa santé, sa vie de couple ou sa vie de famille.